# Глушков, Василий Николаевич
Василий Николаевич Глушков (10 марта 1942, д. Ново-Георгиевка, Сухобузимский район, Красноярский край, СССР — 26 октября 2024, Удмуртия) — советский и российский русский поэт, переводчик стихов финно-угорских поэтов и автор-песенник, журналист. Член Союза журналистов СССР (1986) и Союза писателей РФ (2001). Заслуженный работник культуры Удмуртской Республики (2009).

## Биография
Василий Глушков родился 10 марта 1942 года в деревне Ново-Георгиевка Сухобузимского района Красноярского края. В 1957 году с родителями переехал на родину отца — в город Воткинск Удмуртской АССР. По окончании местных средней школы и технического училища работал токарем на машиностроительном заводе, заочно проходя обучение на факультете русского языка и литературы Удмуртского педагогического института (ныне — УдГУ). Позднее работал в Чайковском на текстильном комбинате, участвовал в строительстве ГЭС на Ангаре.
Писать стихи Василий Глушков начал со школьных лет; в 1960—1968 годах публиковался в воткинской газете «Трудовая вахта», районной газете «Ленинский путь», был членом городского литературного объединения. Поэтическую уверенность почувствовал лишь после участия в сибирской конференции «Молодость, творчество, современность», прошедшей в Иркутске в 1974 году, — здесь за цикл стихов об Усть-Илимске, написанных в годы работы при возведении ГЭС, он был удостоен диплома III степени. Его произведения печатались в коллективных сборниках «Синь моя — Усть-Илим» (1972), «Начало» (1979), «Горизонт» (1980 и 1982), альманахах «Ангара» (1974), «Сибирь» (1978), журналах «Урал», «Луч». В 1994 году вышла первая книга стихов Василия Глушкова — «Страницы», спустя два года издан второй сборник его стихов — «Глубинка».
Кроме того, на рубеже веков у поэта проявилась песенная грань творчества. Написанные им в сотрудничестве с известным удмуртским композитором Геннадием Корепановым-Камским песни «Баллада об Удмуртии», «Мы, рожденные на Каме» были удостоены первой и третьей премии Министерства культуры УАССР и Удмуртского обкома ВЛКСМ. В 2000 году он одержал победу в конкурсе «Песня об Ижевске», был награждён первым дипломом за песню «Ижевский вальс». Вместе с композитором Сергеем Красиным в 2003 году создал произведение «Всё песней отзывается Удмуртия», которое вошло в репертуар сводного юношеского хора Ижевска.
В декабре 2004 года Василий Николаевич был избран в правление Союза писателей Удмуртии и утверждён заместителем его председателя, оставаясь на данной должности до 2012 года.
Скончался 28 октября 2024 года на 83-м году жизни после долгой болезни.

## Сборники стихов
- Страницы. — Киясово: ВИПРО, 1994
- Глубинка. — Ижевск: Ижевский полиграфический комбинат, 1996
- Ромашковый снег. — Ижевск: «Удмуртия», 2008